# Tornavacas
Tornavacas es una villa y municipio español de la provincia de Cáceres, en la comunidad autónoma de Extremadura. Dentro de la provincia, forma parte administrativamente del partido judicial de Plasencia y de la mancomunidad integral del Valle del Jerte. En 2022 tenía una población de 1017 habitantes. Su término municipal alberga el nacimiento del río Jerte.

## Geografía física

### Ubicación
Tornavacas se ubica en la periferia norte-noreste de la provincia de Cáceres, a unos 120 km de la capital provincial, Cáceres, y a unos 40 de la capital del partido, Plasencia. El municipio forma la cabecera geográfica del valle del Jerte y alberga la parte cacereña de su paso final de montaña, el puerto de Tornavacas, que da acceso a la vecina provincia de Ávila.
El término municipal de Tornavacas limita con Losar de la Vera al sureste, Guijo de Santa Bárbara al sur, Aldeanueva de la Vera al suroeste, Jerte al oeste, la provincia de Salamanca (término de Candelario) al noroeste y la provincia de Ávila (términos de Solana de Ávila y Puerto Castilla) al norte y este.
El relieve y paisajes del municipio son fundamentalmente montañosos, como corresponde a un municipio ubicado en la cabecera de un valle. El centro-oeste del término municipal está atravesado de norte a suroeste por el curso alto del río Jerte, que nace unos 3 km al norte de esta villa. Al sur del término, las sierras de Tormantos y Gredos marcan el límite natural con los municipios de La Vera. Al norte del término, la sierra de Candelario marca el límite con Castilla y León. Las diferencias de altitud son considerables: mientras que en el límite con Salamanca se ubica el punto más alto de Extremadura (Calvitero, 2399 m s. n. m.), la salida del río tiene poco más de setecientos metros de altitud. La villa se ubica a unos 869 metros sobre el nivel del mar.

### Hidrografía
Todo el municipio pertenece a la cuenca hidrográfica del Tajo, y parte de su sierra lo deslinda de la vecina cuenca hidrográfica del Duero. Su red hidrográfica está formada por arroyos de montaña o gargantas que van a parar al río Jerte, desembocando algunos en el propio término municipal y otros en puntos más bajos del valle. En la margen derecha del Jerte destaca la garganta Becedas, con una red de pequeños afluentes que recogen las aguas del entorno del Calvitero hasta desembocar por escasos metros en el término municipal de Jerte. También vienen de la margen derecha la garganta del Cubo y la garganta de Calvarrasa; la primera atraviesa la villa y la segunda pasa por sus afueras. En la margen izquierda se ubica la garganta de San Martín, que nace en el entorno de Gredos y desemboca junto a la ermita de Santa María.
Sin embargo, de entre todos los afluentes destaca por su importancia la garganta de los Infiernos, que forma su propio valle al sur del de la garganta de San Martín, recorre todo el sur del vecino municipio de Jerte y desemboca formando el límite de este último término municipal con el de Cabezuela del Valle, cerca de Vadillo. El carácter inaccesible del valle de esta garganta, unido a la biodiversidad que alberga, llevó a que la Junta de Extremadura estableciera aquí en 1994 la reserva natural Garganta de los Infiernos, espacio natural protegido del que toda la mitad sur del término de Tornavacas forma parte.

### Clima
Tornavacas tiene un clima mediterráneo Csa (templado con verano seco y caluroso) en la frontera con un clima Csb (templado con verano fresco y templado) según la clasificación climática de Köppen. Es característica una elevada precipitación anual total con un máximo durante el invierno. Esta abundante precipitación está condicionada por la situación del municipio en la vertiente suroccidental del sistema Central, que favorece la "recogida" de lluvia orográfica de los frentes atlánticos que entran por el oeste principalmente en situaciones de jet polar bajo.
| Parámetros climáticos promedio de Tornavacas en el periodo 1982-2001 | Parámetros climáticos promedio de Tornavacas en el periodo 1982-2001 | Parámetros climáticos promedio de Tornavacas en el periodo 1982-2001 | Parámetros climáticos promedio de Tornavacas en el periodo 1982-2001 | Parámetros climáticos promedio de Tornavacas en el periodo 1982-2001 | Parámetros climáticos promedio de Tornavacas en el periodo 1982-2001 | Parámetros climáticos promedio de Tornavacas en el periodo 1982-2001 | Parámetros climáticos promedio de Tornavacas en el periodo 1982-2001 | Parámetros climáticos promedio de Tornavacas en el periodo 1982-2001 | Parámetros climáticos promedio de Tornavacas en el periodo 1982-2001 | Parámetros climáticos promedio de Tornavacas en el periodo 1982-2001 | Parámetros climáticos promedio de Tornavacas en el periodo 1982-2001 | Parámetros climáticos promedio de Tornavacas en el periodo 1982-2001 | Parámetros climáticos promedio de Tornavacas en el periodo 1982-2001 |
| Mes | Ene.                                                                 | Feb.                                                                 | Mar.                                                                 | Abr.                                                                 | May.                                                                 | Jun.                                                                 | Jul.                                                                 | Ago.                                                                 | Sep.                                                                 | Oct.                                                                 | Nov.                                                                 | Dic.                                                                 | Anual                                                                |
| --- | -------------------------------------------------------------------- | -------------------------------------------------------------------- | -------------------------------------------------------------------- | -------------------------------------------------------------------- | -------------------------------------------------------------------- | -------------------------------------------------------------------- | -------------------------------------------------------------------- | -------------------------------------------------------------------- | -------------------------------------------------------------------- | -------------------------------------------------------------------- | -------------------------------------------------------------------- | -------------------------------------------------------------------- | -------------------------------------------------------------------- |
| Temp. media (°C) | 5.1                                                                  | 7.1                                                                  | 9.9                                                                  | 9.2                                                                  | 13.9                                                                 | 18.0                                                                 | 22.2                                                                 | 22.2                                                                 | 18.6                                                                 | 13.1                                                                 | 8.8                                                                  | 6.6                                                                  | 12.9                                                                 |
| Precipitación total (mm) | 202.7                                                                | 121.8                                                                | 90.8                                                                 | 152.7                                                                | 114.6                                                                | 38.4                                                                 | 19.8                                                                 | 16.9                                                                 | 75.8                                                                 | 193.3                                                                | 230.2                                                                | 195.1                                                                | 1452.0                                                               |
| Fuente: Ministerio de Agricultura, Alimentación y Medio Ambiente. Datos de precipitación para el periodo 1982-2001 y de temperatura para el periodo 1984-2001 en Tornavacas 11 de octubre de 2012 |                                                                      |                                                                      |                                                                      |                                                                      |                                                                      |                                                                      |                                                                      |                                                                      |                                                                      |                                                                      |                                                                      |                                                                      |                                                                      |

## Historia
De acuerdo con la leyenda local, el topónimo del municipio tiene su origen en el siglo X, durante la Reconquista, cuando el rey Ramiro II de León lanzó un ataque contra las tropas musulmanas asentadas en esta zona de sierra. Este rey leonés habría ordenado a sus tropas cruzar el puerto con vacas con teas encendidas en sus cornamentas, con el objetivo de asustar a las tropas andalusíes. El hecho de que el punto de regreso de las vacas fuera el puerto dio origen a la denominación "Tornavacas", término que en su origen se refería a dicho puerto y no a la localidad, cuyo nombre original habría sido "Villaflor de las Cadenas". En cualquier caso, Ramiro II no logró consolidar la reconquista de estas zonas ubicadas tan al sur, que desde el siglo siguiente acabaron permanentemente en manos del vecino reino de Castilla.
En 1186, el rey Alfonso VIII de Castilla fundó Plasencia tras reconquistar un caserío andalusí que había en el lugar de la actual ciudad. El valle del Jerte se convirtió en un paso estratégico entre las ciudades castellanas de Plasencia y Ávila, y todo el territorio de dicho valle fue adjudicado en su origen a la sexmería del Valle y Trasierra de la tierra de Plasencia, donde a partir del siglo XIII se fueron desarrollando las localidades actuales como parte de la estrategia de repoblación. Desde modo, la actual villa surgió como una aldea pedánea de Plasencia.
A partir del siglo XIV, diversas necesidades económicas, políticas y de repoblación llevaron a crear señoríos en muchas de las hasta entonces aldeas de la tierra de Plasencia, que eran entregadas a nobles de relevancia para que desarrollaran y protegieran puntos del territorio. En 1369, Enrique II, tras su victoria en la guerra civil, entregó Jarandilla y Tornavacas a García Álvarez de Toledo, uno de sus principales aliados en la guerra, a cambio de que Álvarez de Toledo renunciara al maestrazgo de Santiago. La familia Álvarez de Toledo logró en esos años que el rey otorgara a la localidad el estatus de villa, siendo la primera en conseguirlo en el valle del Jerte, tres siglos antes de que Cabezuela consiguiera el segundo villazgo de la zona.
El primer señor fallеció sin descendencia legítima tras un año en el señorío, pero consiguió legitimar para la sucesión a su hijo extramatrimonial Fernán Álvarez de Toledo y Loaysa para sucederle como segundo señor de Jarandilla, Tornavacas y Oropesa. Este último señorío tenía problemas de delimitación con Plasencia, y tanto Jarandilla como Tornavacas comenzaron a usarse con fines de presión política contra los placentinos. En Tornavacas, el señor comenzó a cobrar portazgo sin tener potestad para ello y a impedir a los placentinos usar los pastos, que teóricamente seguían siendo comunales en la comunidad de ciudad y tierra de Plasencia. El rey Juan I ordenó al señor respetar los derechos de los placentinos y, para garantizar la paz, deslindó los términos de Oropesa y Plasencia.
En el siglo XV, cuando todas las tierras de realengo de Plasencia fueron entregadas como señorío a la Casa de Zúñiga durante varias décadas, el enfrentamiento entre los Álvarez de Toledo y los Zúñiga volvió a tener a Jarandilla y Tornavacas como puntos de relevancia estratégica. En este caso, fueron los Zúñiga quienes aprobaron en 1446 una ordenanza que restringía a los habitantes de los señoríos el uso de los pastos de la comunidad, y los Álvarez de Toledo dirigieron a partir de 1451 una confederación de señoríos que iniciaron un pleito que acabó anulando judicialmente dicha ordenanza.
Desde su pase a la jurisdicción del conde de Oropesa y hasta 1492 contó con una comunidad judía, con categoría de aljama, concentrada en las callejuelas que confluyen en la Calle Real.
Durante la Edad Moderna, la villa conoció un crecimiento tanto en población como en su economía, en la que destacaba una extensa cabaña ganadera (especialmente de cabras y vacas) y una agricultura variada (donde sobresalían los castaños y las vides). También contó con una importante industria textil, que decayó en la segunda mitad del siglo XVIII.
En la Edad Moderna se produjo la pernoctación del emperador Carlos I de España, el 11 de noviembre de 1556, cuando se dirigía a su retiro definitivo hacia Yuste.
A la caída del Antiguo Régimen, la localidad se constituyó en municipio constitucional, que desde 1834 quedó integrado en el partido judicial de Jarandilla de la provincia de Cáceres. En el censo de 1842, el municipio contaba con 260 hogares y 1424 habitantes.
A finales del siglo XIX y principios del siglo XX se construyó en el valle del Jerte lo que actualmente es la carretera nacional N-110 , originariamente denominada carretera de Plasencia al Barco de Ávila, que en torno al año 1900 solamente llegaba desde Plasencia hasta Cabezuela. La construcción de la carretera mejoró notablemente las comunicaciones de Jerte y Tornavacas, que en 1926 abandonaron el partido judicial de Jarandilla y quedaron integrados en el vecino partido judicial de Plasencia: para ello ambos municipios alegaron que, mientras había una carretera directa a Plasencia, para atravesar la sierra hasta Jarandilla "no existe camino alguno, sino veredas y trozos de camino antiguo que bordean precipicios, e interrumpidos la mayor parte del año a causa de las nieves". Esta decisión puso fin a los vínculos medievales de Tornavacas con Jarandilla y dio lugar a la unificación administrativa del valle del Jerte.

## Demografía
Tornavacas cuenta con una población de 991 habitantes (INE 2024).
| Gráfica de evolución demográfica de Tornavacas entre 1842 y 2021                                                    |
| |
| Población de derecho según los censos de población del INE Población de hecho según los censos de población del INE |

## Símbolos
El escudo heráldico y la bandera que representan al municipio fueron aprobados oficialmente el 25 de febrero de 1991. El escudo se blasona de la siguiente manera:

Escudo cuartelado: Primero y Cuarto de oro, una vaca de sable con sus cuernos embolados y ardiendo; Segundo y Tercero jaquelado de plata y azul de quince piezas. Al timbre, Corona Real cerrada.
Diario Oficial de Extremadura n.º 19 de 7 de marzo de 1991

La descripción textual de la bandera es la siguiente:

Bandera cuadrada: Jironada de azul y blanco, con el escudo de armas del municipio, timbrado, en su centro.
Diario Oficial de Extremadura n.º 19 de 7 de marzo de 1991

## Política

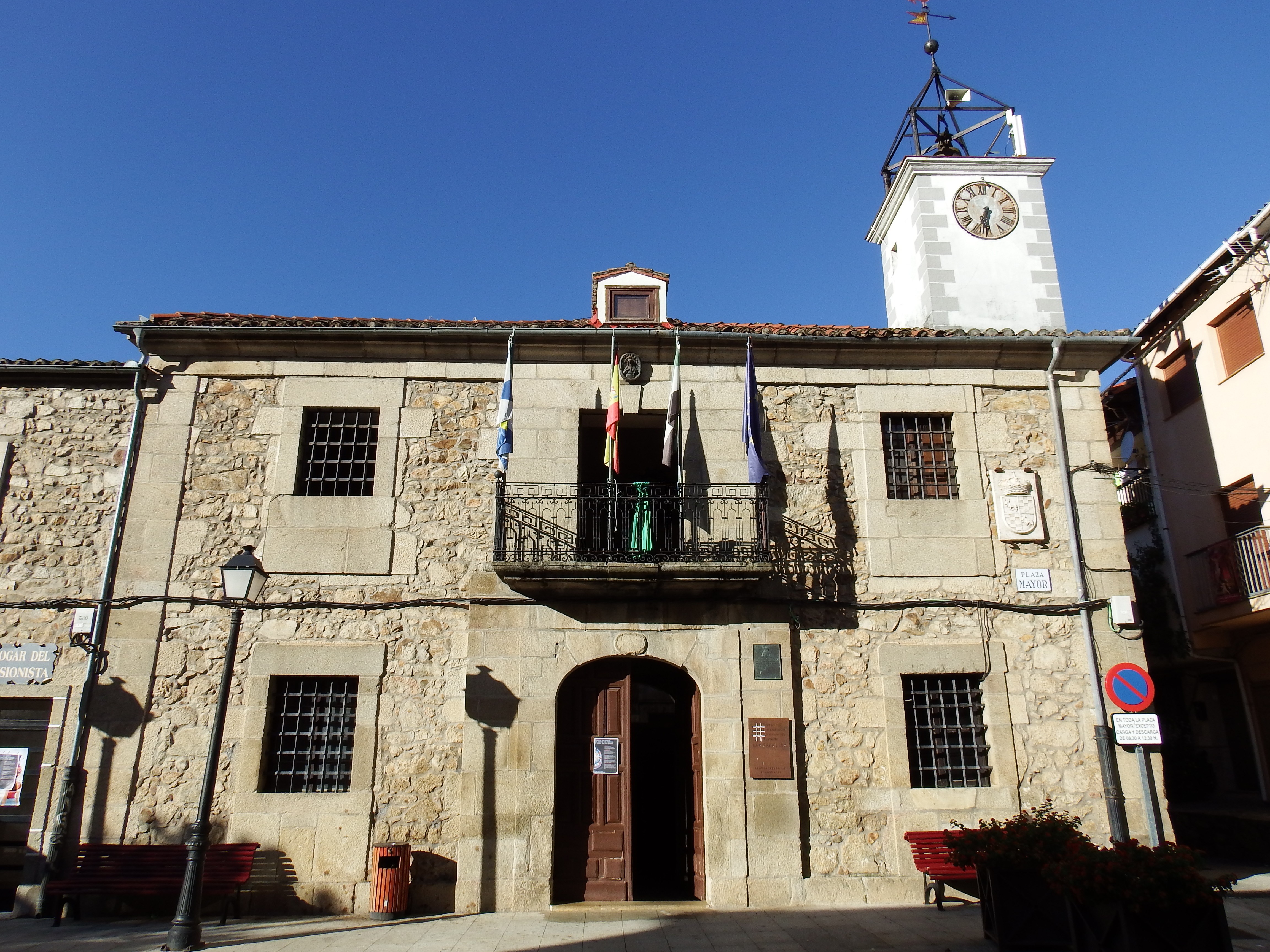
Casa consistorial de Tornavacas

El Ayuntamiento de Tornavacas tiene su casa consistorial en pleno conjunto histórico de la villa, en una pequeña abertura de su calle real que hace las funciones tanto de plaza mayor como de mirador a la sierra de Gredos. Gran parte de los servicios municipales están delegados a la Mancomunidad del Valle del Jerte, una mancomunidad integral creada en 1991 en la que están asociados once municipios del valle.
En la siguiente tabla se muestran los votos en las elecciones municipales de Tornavacas, con el número de concejales entre paréntesis, desde las primeras elecciones municipales democráticas:
| Año  | Año | Populares          | Socialistas   | Otros                    |
| ---- | --- | ------------------ | ------------- | ------------------------ |
| 1979 |     | No se presentaron  | PSOE: 241 (2) | UCD: 587 (7)             |
| 1983 |     | AP-PDP-UL: 572 (6) | PSOE: 341 (3) | No hubo más candidaturas |
| 1987 |     | AP: 466 (4)        | PSOE: 572 (5) | No hubo más candidaturas |
| 1991 |     | PP: 300 (3)        | PSOE: 686 (6) | No hubo más candidaturas |
| 1995 |     | PP: 420 (4)        | PSOE: 523 (5) | No hubo más candidaturas |
| 1999 |     | PP: 254 (2)        | PSOE: 414 (4) | GIT: 288 (3)             |
| 2003 |     | PP: 281 (3)        | PSOE: 280 (3) | GIT: 267 (3)             |
| 2007 |     | PP-EU: 354 (4)     | PSOE: 422 (4) | GIT: 114 (1)             |
| 2011 |     | PP-EU: 409 (5)     | PSOE: 383 (4) | UPEX: 70 (0)             |
| 2015 |     | PP: 403 (4)        | PSOE: 441 (5) | No hubo más candidaturas |
| 2019 |     | PP: 392 (4)        | PSOE: 407 (5) | No hubo más candidaturas |
| 2023 |     | PP: 361 (5)        | PSOE: 279 (3) | UED: 87 (1)              |

El municipio ha tenido los siguientes alcaldes desde 1979:
| Periodo   | Nombre                        | Partido   |
| --------- | ----------------------------- | --------- |
| 1979-1983 | José Franco González Merino   | UCD       |
| 1983-1987 | José Franco González Merino   | AP/PDP/UL |
| 1987-1991 | Julián García Rodríguez       | PSOE      |
| 1991-1995 | Julián García Rodríguez       | PSOE      |
| 1995-1999 | Antonio Sánchez Gómez         | PSOE      |
| 1999-2003 | Faustino Martín Santiago      | GIT       |
| 2003-2007 | José Franco González González | PP        |
| 2007-2011 | José Franco González González | PP-EU     |
| 2011-2015 | José Franco González González | PP-EU     |
| 2015-2019 | José Antonio Recio Santos     | PSOE      |
| 2019-2023 | José Antonio Recio Santos     | PSOE      |
| 2023-act. | María Josefa Marcos Muñoz     | PP        |

## Servicios públicos

### Educación
La villa cuenta con un colegio público de infantil y primaria, el CEIP Santísimo Cristo del Perdón. La educación secundaria puede estudiarse en el IES Valle del Jerte de Cabezuela del Valle y Navaconcejo.

### Sanidad
Pertenece a la zona de salud de Cabezuela del Valle en el área de salud de Plasencia. En la villa hay un consultorio de atención primaria en la calle Real de Arriba y una oficina de farmacia en la calle Escuelas.

### Transporte y comunicaciones

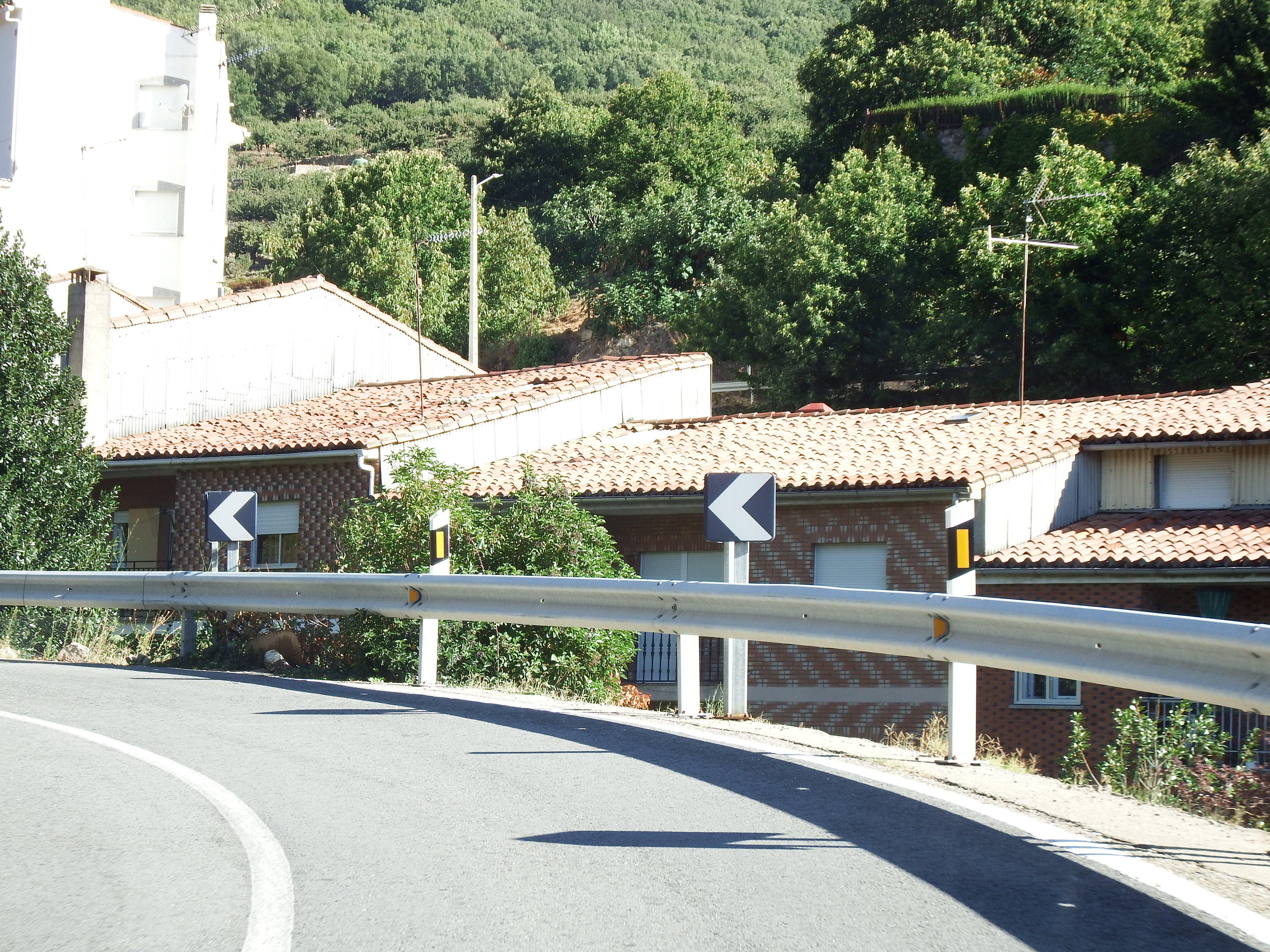
Curva de la carretera N-110 para esquivar la garganta del Cubo

Debido a su ubicación en la parte más alta del valle, tanto el término municipal como el propio casco urbano de la villa son atravesados por una única carretera, la carretera nacional N-110, que une la provincia de Soria con Plasencia, discurriendo en su tramo cacereño en paralelo al curso alto del río Jerte. En todo su tramo de Tornavacas a Plasencia es una de las carreteras de mejor calidad de la provincia, pues en el primer cuarto del siglo XXI ha sido dotada de mejoras como un arcén notablemente ancho para compensar la imposibilidad de construir una autovía en esta zona montañosa. Por el contrario, al norte de la villa de Tornavacas surge un tramo de 6 km de continuas curvas, con velocidad limitada a 60 km/h en sus mejores trozos, sin apenas arcén, con destacable pendiente y con asfalto deficiente; este tramo culmina en el puerto de Tornavacas, que junto con Madrigal de la Vera es uno de los dos únicos puntos desde los que se puede acceder a la provincia de Ávila directamente desde la de Cáceres.

## Cultura

### Patrimonio
Iglesia parroquial católica de estilo barroco dedicada a Nuestra Señora de la Asunción, en la archidiócesis de Mérida-Badajoz, diócesis de Plasencia, arciprestazgo de Cabezuela del Valle.
Aunque en Tornavacas la existencia de su Iglesia está datada desde el siglo XIII, el actual templo, tal y como hoy lo conocemos, procede de una reedificación realizada a finales de la década del siglo XVII (1690) e impulsada por el párroco D. Tomás Sánchez de la Torre, quien se halla enterrado dentro del templo.
Es un templo cuya advocación está dedicada a Nuestra Señora de la Asunción. Es de estilo barroco, sobrio, sin apenas decoración en el exterior, pero que en su interior destaca por diversas razones.
Una de ellas es su Retablo Mayor, que preside la cabecera de la Iglesia. Está realizado durante las primeras décadas del siglo XVIII y en su elaboración participaron importantes maestros como Juan de Arenas, quien también realizó trabajos en la Catedral de Coria. Destacan sus columnas salomónicas y su dorado, que realza el conjunto de la construcción.
En la nave principal del templo, sobresalen los retablos, también barrocos, dedicados al Sagrado Corazón de Jesús (derecha, desde el Altar), aunque este en un principio estaba dedicado a la Virgen María, y a la Inmaculada Concepción (izquierda, desde el Altar). Ambos se acabaron de construir en las décadas de 1730-1740, tal y como podemos ver grabado en el del Sagrado Corazón.
Pocos años después de finalizarse la reedificación de la Iglesia, en las primeras décadas del siglo XVIII se construyó la Capilla para acoger la imagen del Santísimo Cristo del Perdón, patrón de la localidad, quien luce entronizado en un retablo-baldaquino también de estilo barroco.
Hay que mencionar también otros monumentos o construcciones relevantes, tales como:
-La Puentecilla. Templete del siglo XVIII ubicado en la Calle Real de Abajo.
-La Casa de la Inquisición, situada en la Calle Real de Abajo.
-El "Puente Cimero", ubicado en la Calle Real de Arriba, de origen medieval y reconstruido en el siglo XVIII.
-La "Casa de la Pasión" (antiguo Hospital de Pobres, ordenado construir por D. Tomás Sánchez de la Torre y finalizado en 1699), en donde existe una sala en donde se vela a la Virgen de los Dolores durante la Semana Santa (noche del miércoles al Viernes Santo).
-El rollo, Picota o "marirrollas", construcción medieval realizada tras convertirse Tornavacas en villa.
-La ermitas de: Santa María (hoy en ruinas, conservándose tan solo un arco de medio punto), San Martín (en ruinas), de los Santos Mártires (desaparecida), de Santa Bárbara (desaparecida) y del Cristo del Humilladero (la única existente a día de hoy).
-La casa de Juan Méndez Dávila, en la que se hospedó el emperador Carlos V, sita en la Calle Real de Abajo.

-Casas construidas durante la segunda mitad del siglo XVII y la primera del siglo XVIII, coincidiendo con una época de esplendor en la villa, que se ubican a lo largo de su Calle Real.Destacan las inscripciones talladas en sus dinteles graníticos así como el cuerpo de estas realizadas con grandes bloques del mismo material.

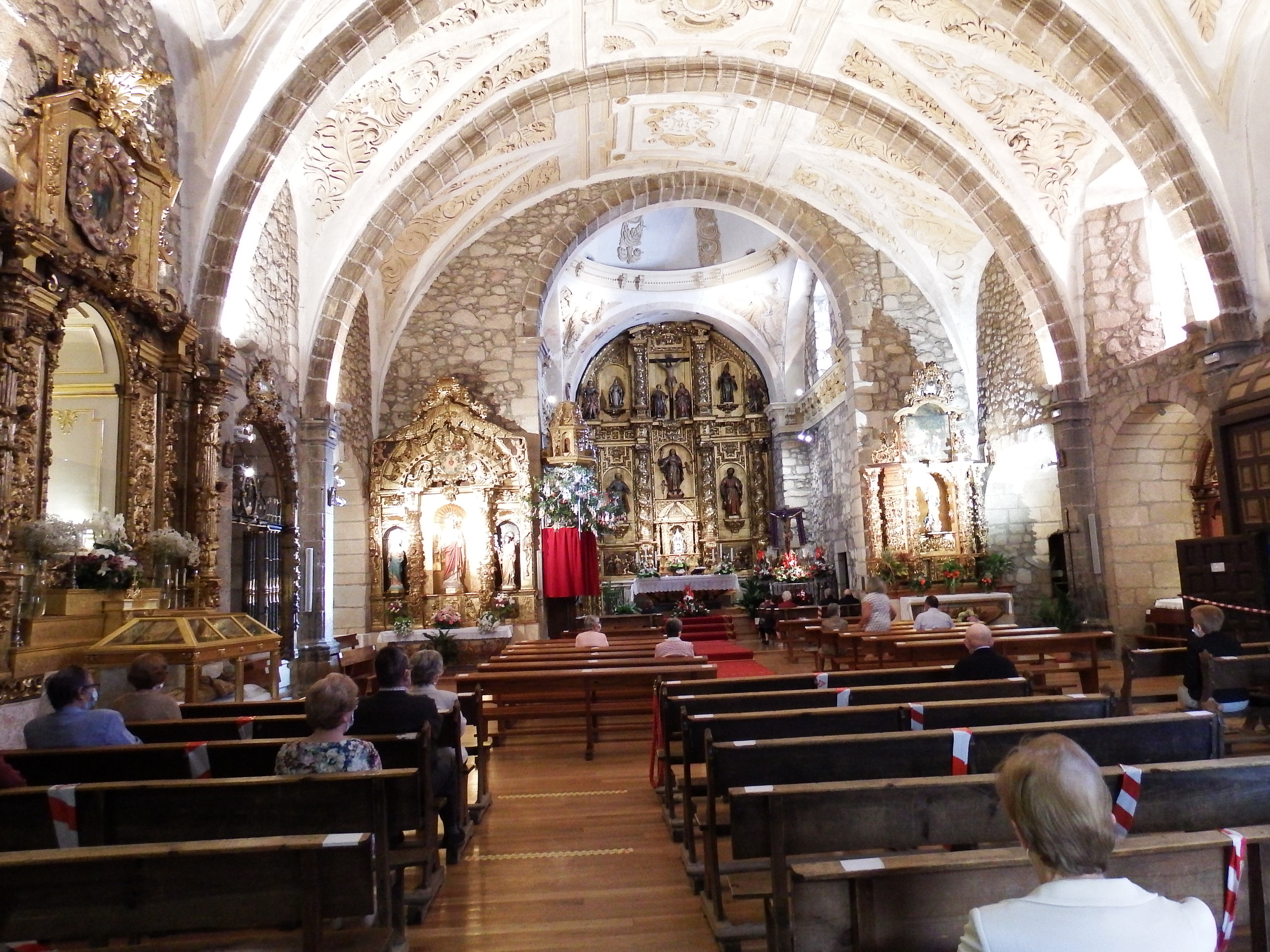
Interior de la Iglesia de la Asunción
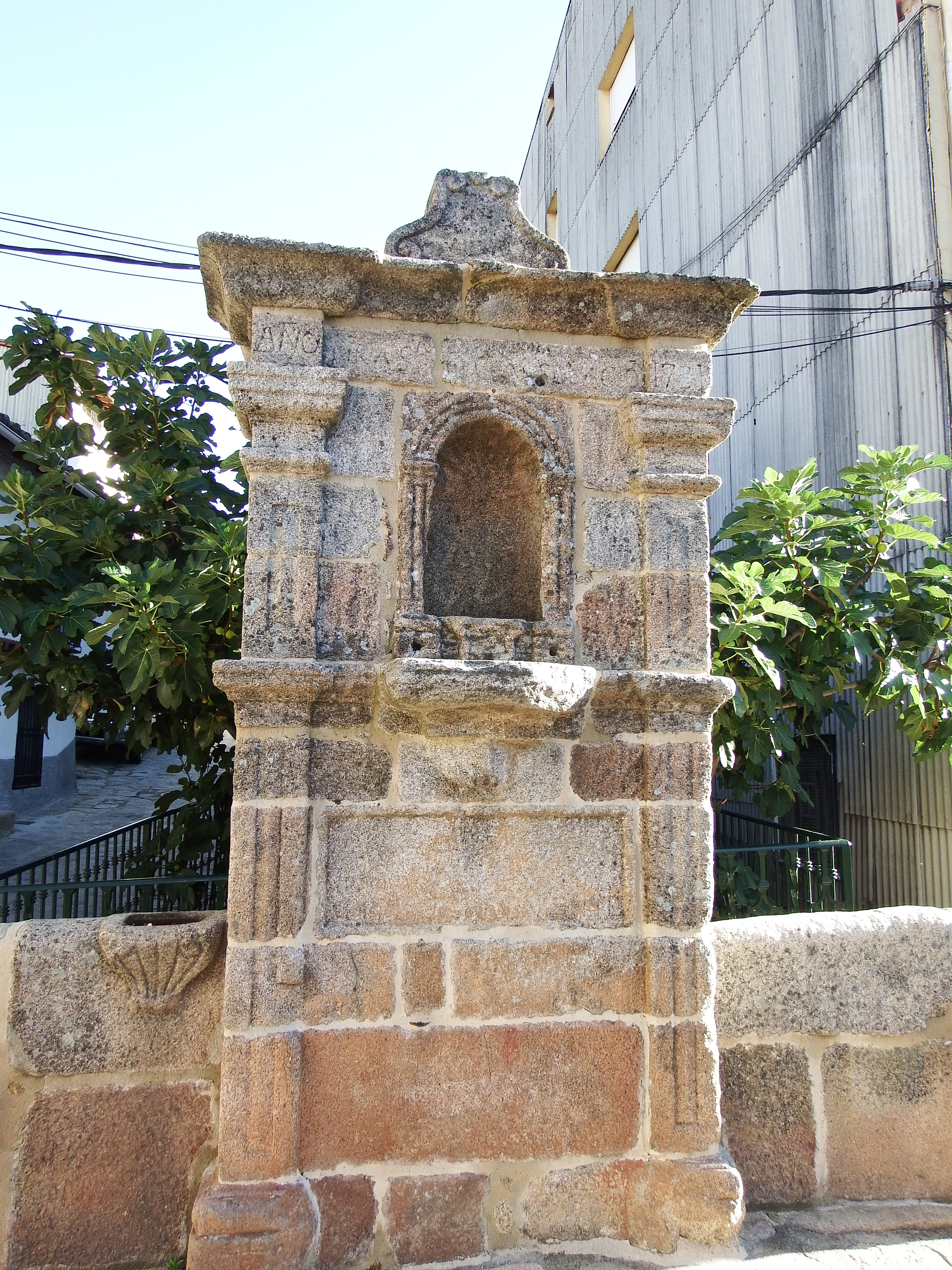
Templete dieciochesco en La Puentecilla
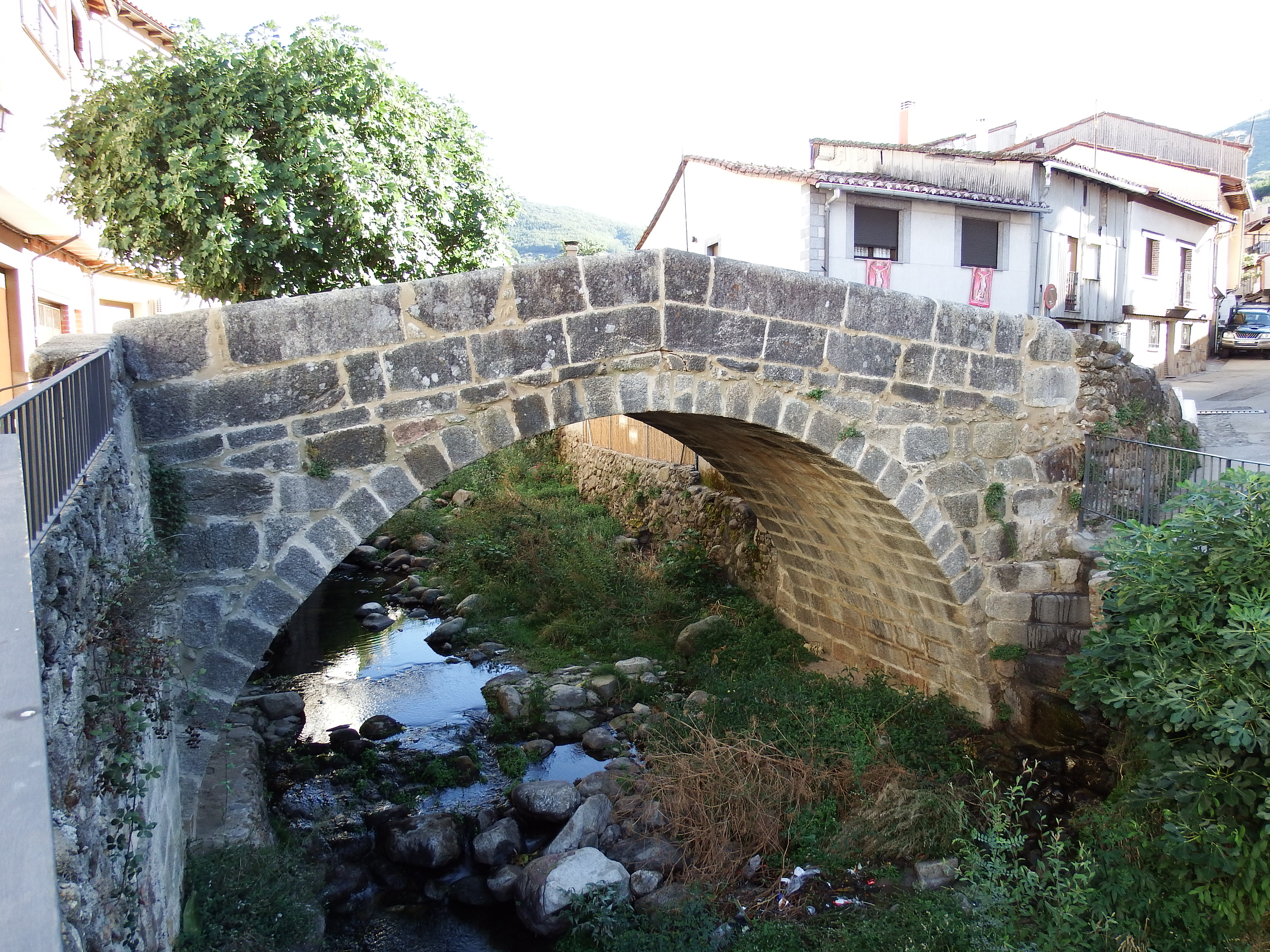
Puente Cimero

### Eventos culturales

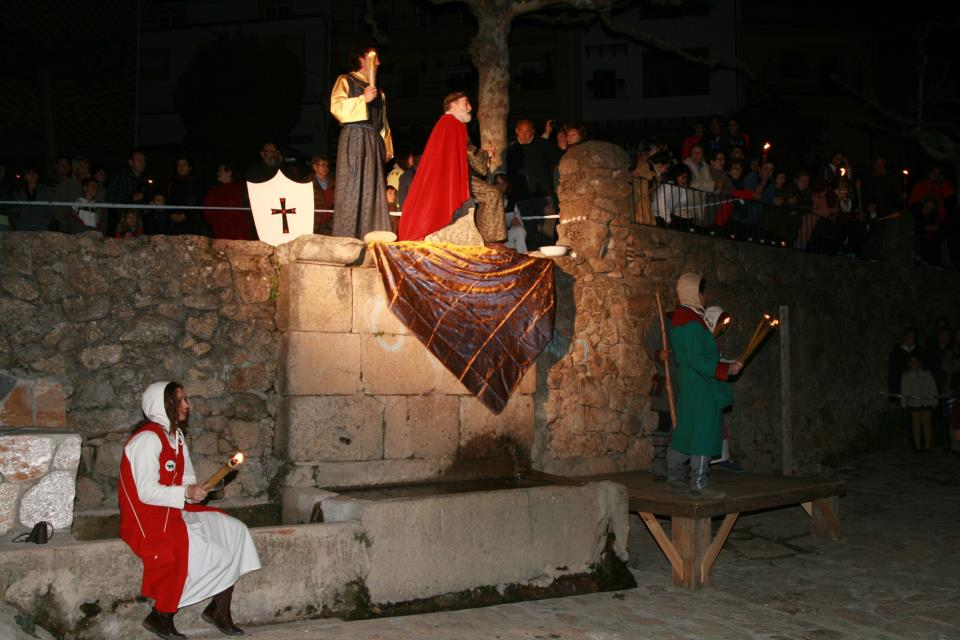
Escena de la Leyenda de Tornavacas

En los días previos a la romería, en torno al 1 de mayo, unos treinta actores locales organizan una obra de teatro de calle sobre la Leyenda de Tornavacas, según la cual la villa toma su nombre de una batalla medieval, en la que vacas con teas encendidas en sus cornamentas bajaron el puerto para asustar a las tropas musulmanas. La representación suele ir acompañada en esos días por otros eventos, como un mercado medieval. Esta obra de teatro se encuadra dentro del calendario de eventos que a lo largo de la primavera acompañan a "El Cerezo en Flor", acontecimiento natural declarado fiesta de interés turístico nacional y que tiene lugar en todo el valle del Jerte en torno al mes de marzo, durante el cual numerosos turistas recorren el valle para ver la floración de los cerezos.
Otro evento de recreación histórica es el "mercado imperial Carolus Imperator", que tiene lugar el 10 y 11 de noviembre, en el que se conmemora el paso del rey Carlos I por la villa en su camino de retirada al monasterio de Yuste. El evento forma parte de la Otoñada del Valle del Jerte.

### Patrimonio inmaterial

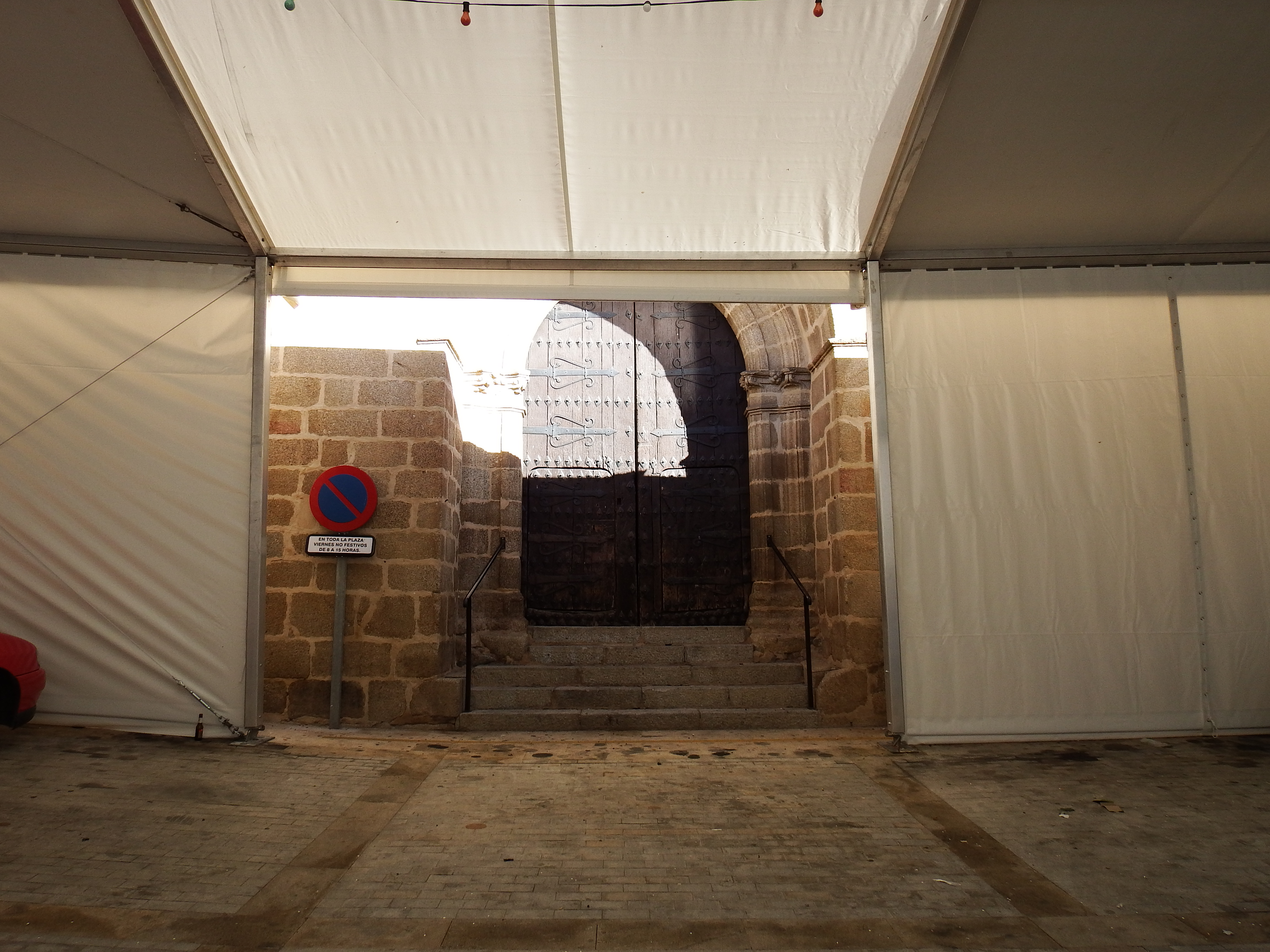
Portada de la iglesia de la Asunción, escondida tras una carpa con motivo de las fiestas del Cristo

La villa celebra sus fiestas mayores del 13 al 16 de septiembre en honor al Cristo del Perdón. La fiesta tiene lugar en torno a la celebración religiosa de la Exaltación de la Santa Cruz, que comparte con municipios cercanos como Valdastillas y Navaconcejo. La celebración incluye elementos típicos de fiestas veraniegas, como eventos taurinos y musicales. Estas fiestas mayores culminan una semana después con la llamada "feria de San Mateo", los días 21 y 22, donde varios eventos conmemoran un antiguo mercado de ganado actualmente desaparecido. Cabe destacar, además, la celebración del Ofertorio de Ánimas, una especie de subasta en donde se pujan todo tipo de productos (buñuelos, gloria, roscones...) que lleva siglos celebrándose y que fue instituido por la Cofradía de Ánimas. Aunque las fiestas principales de la villa tienen lugar tradicionalmente en septiembre, el éxodo rural ha hecho crecer notablemente la fiesta de la Virgen de la Asunción, festivo nacional celebrado el 15 de agosto, que hasta el siglo XX era simplemente la misa de la patrona de la parroquia.
La otra festividad importante de la villa tiene lugar el 2 y 3 de mayo, donde Tornavacas es uno de los pocos lugares de España donde se celebra un evento similar a la conocida Noche de Walpurgis, que tiene lugar en todo el norte y centro de Europa dos noches antes. La noche del 2 de mayo, denominado "Día del Fuego", se encienden hogueras en las calles de todos los barrios de la villa para simbolizar el paso definitivo del invierno al verano. Al día siguiente se celebra la fiesta de la Cruz de Mayo, con una romería y misa en torno a una cruz ubicada en la sierra.

### Tradiciones
La villa conserva la tradición de celebrar los calbotes el 1 de noviembre, siendo los lugares preferidos para comer las castañas la fuente del Horno y el citado monte donde se celebra la romería.
El toque de la esquila es otra de las grandes tradiciones, religiosas, que conserva la antigua villa. Al anochecer, cada día del año, una mujer -bien por promesa o por devoción a las ánimas- recorre toda la Calle Real (de arriba hacia abajo) tocando una esquila (pequeña campana) en recuerdo a los difuntos. Es una tradición que se lleva realizando desde el siglo XVIII, aunque hay indicios que indican que puede tener sus orígenes en el siglo XVI.